# Relation libre
Une relation libre est une relation interpersonnelle dans laquelle chaque partenaire désire et se met en accord pour construire, partager et vivre une relation intime, sexuelle et/ou romantique non-prédéfinie, sans contrainte ni engagement implicite, contrairement à un couple libre. Elle peut avoir pour forme une relation à court terme, long terme, ou encore en vie maritale. Il existe plusieurs formes de relation libre mais toutes consistent en l'entretien d'une relation sans en posséder l'exclusivité, oscillant donc entre philosophie libertaire et polyamour, tout en étant proche de l'anarchie relationnelle.

## Types de relation libre
Dans une large mesure, les relations libres sont une généralisation du concept d'une relation au-delà des relations monogames.
Il existe différents types de relation libre. Cela inclut ces exemples :
- Les relations multi-partenaires dans lesquelles trois personnes ou plus ont une relation sexuelle mais qui ne s'exécute pas entre toutes les parties concernées ;
- Les relations hybrides dans lesquelles un des partenaires est non monogame et l'autre est monogame ;
- Les relations échangistes dans lesquelles un célibataire ou des partenaires s'engage(nt) dans des activités sexuelles comme activités sociales ou récréatives.

De manière interpersonnelle, les choses peuvent être vues comme suit :
- La relation libre est un individu revendiquant d'être libre de ses choix de vie (relationnels ou non) en étant libre de pouvoir s'engager et se désengager d'une relation sans contrainte. Les partenaires sont en accord dès le début de leur relation[4] ;
- La relation libre peut être un moyen d'accéder à la sexualité sans contrainte sociale. Ce schéma est un classique des années 1970 et peut s'apparenter à l'amour libre avec une idée de transcendance amoureuse. Généralement le principe est entendu et s'aide d'une communauté[5],[6] ;
- La relation libre polyamoureuse, relation ouverte ou encore couple libre ou union libre se distingue par une démarche semi-exclusive ou inclusive. Elle est souvent l'œuvre d'un couple initial qui a abouti à cette démarche. Les parties ajoutent un membre à leur relation affective, romantique. Relation libre et polyamour sont par ailleurs régulièrement confondus, mais il est préférable de parler de relation ouverte en ce sens[7],[8].

Le terme relation libre est parfois utilisé de façon interchangeable avec polyamour qui sont étroitement liés, mais dont les concepts ne sont pas identiques.